# 李尚源
李尚源（리상원，?—），朝鲜民主主义人民共和国政治家，任職兩江道黨委員會責任書記及最高人民會議代議員。曾任朝鲜劳动党中央检查委员会委员长。

## 生平
李尚源在2004年至06年間出任黃海北道中和郡的軍方黨委員會責任書記。2007年8年，晉升為開城的黨委責任書記。2013年，被提拔為兩江道黨委員會責任書記。翌年3月的最高人民會議選舉中，他首次當選為代議員。

## 資料來源
1. 1 2 3  .   [2014-04-14]. （原始内容存档于2016-03-05）.
2. ↑  "北, 양강도당 책임비서에 리상원 임명" （页面存档备份，存于） 《韓聯社》 2013 11 30